# 알바니아 민족군
알바니아 민족군(알바니아어: Armata Kombëtare Shqiptare)은 북마케도니아, 세르비아, 그리고 코소보에서 활동하는 알바니아인 준군사조직이다. 알바니아 민족군은 알바니아 민족해방군과 북마케도니아가 체결하였고 2001년 마케도니아 반란을 끝낸 오흐리드 협정을 반대한다.

## 역사
알바니아 민족군은 2003년 코소보에 나타났는데, 3월 7일 폭탄을 터뜨리려는 두 대원이 세르비아 경찰의 총에 맞아 사망했다. 2007년에는 코소보 방송국에서 중무장하고 복면을 쓴 사람들이 차를 가로채는 장면을 담은 비디오를 방영했다. 2007년 10월 이 부대는 코소보 보호군이 2007년 11월 1일까지 북코소보를 점령하지 않으면 무력으로 세르비아계 전권을 장악하겠다고 선언했다. ANA는 차르 라자르 경비대의 침공을 막기 위해 북코소보를 순찰하고 있다고 주장했다.
2007년 11월 초, 코소보 해방군의 정치 자문 기구의 반군들은 마케도니아 북서부 지역에서 마케도니아 군대에 의한 산악 폭풍 작전이라고 불리는 작은 반란에 시달렸다. 마케도니아 당국에 따르면, 코소보 해방군의 6명의 멤버들이 사망했다.
알바니아 민족군은 2010년 4월 29일 코소보와 마케도니아 공화국의 국경에서 공격을 가했고, 이 공격으로 마케도니아 경찰관 한 명이 사망했다. 이 교전에서 알바니아 민족군 한 명이 부상을 입었다.
2015년에 이 단체는 테러 단체 목록에서 삭제되었다. 그럼에도 불구하고, 2016년에 "21 여단"이라고 자신들을 소개한 알바니아 민병대는 그들의 무기를 보여주며 북부 알바니아와 프레세보 계곡을 통과하겠다고 위협하는 영상을 송출했다. 알바니아 민병대는 또한 자신들이 알바니아 국민들의 지지를 받고 있으며 수백 명의 병력을 가지고 있다고 언급했다.